# Székesfehérvár Ice Hall
Székesfehérvár Ice Hall je sportovní stadion v Székesfehérváru, kde hraje domácí zápasy Alba Volán Székesfehérvár. Jeho kapacita dosahuje 3500 míst. Stadion byl vybudován v roce 1981.